# Patera d'Anthony
Anthony Patera
Pour les articles homonymes, voir Anthony.
La patera d'Anthony (désignation internationale : Anthony Patera) est une patera située sur Vénus dans le quadrangle de Bell Regio. Elle a été nommée en référence à Susan Brownell Anthony, importante suffragette américaine (1820–1906).